# Delio

Situación de Delio, ciudad fronteriza entre Beocia y Ática.

Delio (en griego Δήλιον, Dêlion, en latín Delium) fue una ciudad griega famosa por tener un importante templo dedicado a Apolo, similar al de Delos, de ahí su nombre. El emplazamiento de la ciudad queda cerca del actual pueblo de Dilesi, un poco retirado de la costa, a poca distancia del antiguo templo.
Fundada por colonos de Tanagra, estaba situada en la costa, en el territorio de Tanagra en Beocia, a unos 2 m de Oropo y a 8 km de Tanagra. Tomó el nombre de la isla de Delos. Desde allí, la distancia hasta la isla de Eubea era solo de unos 6 km.
En Delio se libraron dos batallas importantes:
- La primera batalla, conocida como batalla de Delio, sucedió en 424 a. C., durante la guerra del Peloponeso, concretamente durante la guerra arquidámica, y en ella los atenienses fueron derrotados por los beocios. El estatego ateniense Hipócrates se había apoderado del templo y lo había convertido en fortaleza.[2] Tras dejar allí una guarnición, emprendió camino de regreso a Atenas, pero nada más llegar a la vecina ciudad de Oropo se encontró con el ejército beocio que le cortaba la retirada. Los dos ejércitos se enfrentaron, los atenienses fueron derrotados y su general, Hipócrates, perdió la vida. Sócrates combatió como hoplita en esta batalla y según un relato de Estrabón salvó la vida a Jenofonte,[3] pero según Plutarco fue Alcibíades quien le salvó la vida a Sócrates.[4] La guarnición ateniense del templo resistió setenta días más pero terminó cediendo ante los beocios.

- La segunda batalla tuvo lugar en 192 a. C. Un destacamento romano fue derrotado por Antíoco III el Grande.[5]